# 谷本富
谷本 富（たにもと とめり、1867年11月12日（慶応3年10月17日） - 1946年（昭和21年）2月1日）は、明治時代から昭和初期にかけての日本の教育学者。号は梨庵。
はじめヘルバルト主義教育を紹介、その後国家主義教育、新教育、実験主義教育などを提唱した。京都帝国大学教授を務めたが、乃木希典の殉死に対する批判的論説が世間の非難を浴び、辞職に追い込まれた（澤柳事件）。

## 来歴
讃岐国高松生まれ。松山公立病院附属医学所、同人社を卒業後、帝国大学文科大学選科生となり、哲学全科を修了。さらに特約生教育学科で御雇教師ハウスクネヒトからヘルバルト教育学を学んだ。
1890年（明治23年）に山口高等中学校教授となり、1894年（明治27年）には日高真実の後任として高等師範学校教授となった。同校時代には1898年に『将来の教育学』を著している。
1900年（明治33年）から3年間ヨーロッパに留学し、帰国後、京都帝国大学理工科大学講師に就任。1906年刊の『新教育学講義』は留学の成果であり、それまでのヘルバルト一辺倒から転じて新教育を強く提唱した。1905年（明治38年）に文学博士、翌年に京都帝国大学文科大学教授となり、新設の教育学教授法講座を担当。1910年には再び海外に留学した。
しかし1912年（大正元年）9月、大阪毎日新聞紙上で乃木希典の殉死を「その古武士的質祖、純直な性格はいかにも立派なるんも拘わらず、なんとなくわざと飾れるように思われて、心ひそかにこれを快しとしなかった」などと批判したことから強い非難を浴びる。翌1913年、兼任していた大谷大学・神戸高等商業学校を辞任。
さらに同年8月、京都帝国大学総長澤柳政太郎により谷本を含む7教授が辞表提出を強要され、辞職に追い込まれた（澤柳事件の発端）。谷本ら7教授は、京大においてさほどの支持を受けておらず、のちに京大の教授陣もこの退職を是非なしと認めている。
その後は著述家、論客として活動し、龍谷大学講師、大阪毎日新聞社顧問も務めている。

## 栄典
- 1891年（明治24年）12月21日 - 従七位[6]
- 1895年（明治28年）6月21日 - 正七位[7]
- 1897年（明治30年）10月11日 - 従六位[8]
- 1899年（明治32年）12月20日 - 正六位[9]
- 1903年（明治36年）3月30日 - 従五位[10]
- 1907年（明治40年）6月30日 - 勲六等瑞宝章[11]
- 1909年（明治42年）10月20日 - 正五位[12]
- 1910年（明治43年）6月24日 - 勲五等瑞宝章[13]
- 1911年（明治44年）12月26日 - 勲四等瑞宝章[14]

## 著作
- 『谷本富氏大講演集』 大日本雄弁会編、大日本雄弁会、1927年2月
- 「自伝と教育学説」（『教育』第2巻第1号、岩波書店、1934年1月）
- 『谷本富著作集』 学術出版会〈学術著作集ライブラリー〉、2011年10月（全6巻）、ISBN 9784284103459

著書
- 『実用 教育学及教授法』 六盟館、1894年10月
  - 井上敏夫ほか編 『近代国語教育論大系 2 明治期2』 光村図書出版、1975年3月
  - 仲新ほか編 『近代日本教科書教授法資料集成 第3巻』 東京書籍、1982年9月
- 『科学的教育学講義』 六盟館、1895年12月
  - 『谷本富著作集 第1巻 科学的教育学講義』 学術出版会〈学術著作集ライブラリー〉、2011年10月、ISBN 9784284103466
- 『普通心理学集成 上巻』 六盟館〈高等教育学科通典〉、1897年5月
- 『教育学講義速記録』 六盟館、1897年9月第一巻 ／ 1897年10月第二巻 ／ 1897年11月第三巻 ／ 1897年12月第四巻 ／ 1898年2月第六巻 ／ 1898年3月第七巻 ／ 1898年4月第八巻
  - 『教育学講義速記録』 六盟館、1898年上巻・下巻
- 『将来の教育学 一名国家的教育学卑見』 六盟館、1898年5月
  - 『谷本富著作集 第2巻 将来の教育学』 学術出版会〈学術著作集ライブラリー〉、2011年10月、ISBN 9784284103473
- 『新体 欧州教育史要』 六盟館、1899年7月
- 『小学 各科教授法講義』 六盟館、1899年9月
- 『宗教と教育との関係』 六盟館、1906年9月
- 『新教育講義』 六盟館、1906年11月
  - 『新教育講義』 玉川大学出版部〈教育の名著〉、1973年4月
- 『忠勇義烈 戦時読本』 目黒書店、1907年4月
- 『系統的新教育学綱要』 六盟館、1907年7月
  - 『谷本富著作集 第3巻 系統的新教育学綱要』 学術出版会〈学術著作集ライブラリー〉、2011年10月、ISBN 9784284103480
- 『栗山先生の面影』 三上参次共演、六盟館、1907年10月
- 『日本文明史上に於ける 弘法大師』 六盟館、1908年1月
- 『群衆心理の新研究』 六盟館、1908年4月
- 『商業適用 新道徳』 金港堂書籍、1908年7月
- 『新教育者の修養』 六盟館、1908年7月
  - 『新教育者の修養』 ゆまに書房〈明治・大正教師論文献集成〉、1990年9月、ISBN 4896683102
- 『新教育の主張と生命』 六盟館、1909年5月
- 『四十七士論』 宝文館、1910年
- 『楠公と新教育』 六盟館、1910年2月
- 『孟子と新教育』 六盟館、1910年9月
- 『女子教育』 実業之日本社、1911年11月
- 『教育宗教社会経済 洋行土産談』 六盟館、1913年5月
- 『大学講義全集 第一輯 道徳革新論 附欧州最近思潮一斑』 大日本図書、1915年1月
  - 『谷本富著作集 第4巻 潔き立派な最期 道徳革新論』 学術出版会〈学術著作集ライブラリー〉、2011年10月、ISBN 9784284103497
- 『時代と思想』 日月社〈警世叢書〉、1915年2月
- 『宗教の新意義』 日月社、1915年4月
- 『大学講義全集 第二輯 欧州教育の進化 附明治教化の起源』 大日本図書、1915年5月
- 『大学講義全集 第三輯 宗教々育原論 附現今諸大哲学者の宗教観』 大日本図書、1916年5月
  - 『宗教教育原論』 クレス出版〈日本の宗教教育論〉、2009年11月、ISBN 9784877335021
- 『感情の修養』 目黒書店、1917年11月
- 『教育界の現状打破』 同文館、1917年10月
  - 『教育界の現状打破』 同文館、1918年1月修正三版
- 『現代思潮と教育の改造』 同文館、1920年1月
  - 『現代思潮と教育の改造』 同文館、1920年1月再版
- 『改造されたる婦人訓』 隆文館図書、1920年4月
- 『文化運動と教育の傾嚮』 同文館、1921年7月
- 『近江商人 松居遊見翁』 松居久左衛門編輯、松居久左衛門、1922年5月
- 『日本文化と仏教』 丁字屋書店、1922年8月
- 『書斎より主婦と女学生へ』 文献書院、1922年8月
- 『現代宗教と性慾』 二松堂書店〈近代文化講座〉、1923年2月
- 『歎異鈔の新らしい看方』 大日本真宗宣伝協会、1923年3月
- 『最新 教育学大全』 同文館、1923年4月上巻 ／ 1923年5月下巻
  - 『谷本富著作集 第5巻 最新 教育学大全 上巻』 学術出版会〈学術著作集ライブラリー〉、2011年10月、ISBN 9784284103503
  - 『谷本富著作集 第6巻 最新 教育学大全 下巻 解説・略年譜』 学術出版会〈学術著作集ライブラリー〉、2011年10月、ISBN 9784284103510
- 『日本はどう成る?』 文献書院、1923年5月
- 『教育と宗教』 同文館、1925年12月
- 『宗教々育の理論と実際』 明治図書出版、1929年4月
- 『日本教育と仏教』 秀文閣書房、1936年7月
- 『非常時の教育と宗教』 モナス、1938年2月
- 『中等教育の革新』 谷本先生遺稿出版委員会編、谷本先生遺稿出版委員会、1962年3月
  - 『中等教育の革新』 谷本先生遺稿出版委員会編、大空社〈日本教育史基本文献・史料叢書〉、1997年10月、ISBN 4872366476

訳書
- 『心身相関之理』 森本確也共訳、大倉書店、1887年12月

## 関連文献
- 「谷本富」（藤原喜代蔵著 『人物評論 学界の賢人愚人』 文教会、1913年2月）
  - 藤原喜代蔵編 『教育界人物伝』 東出版〈辞典叢書〉、1997年9月、ISBN 487036056X
- 「谷本富氏の教育説及其批判」（渡部政盛著 『日本教育学説の研究』 大同館、1920年6月）
- 大日本学術協会編修 『日本現代教育学大系 第二巻 谷本富氏教育学 小川正行氏教育学 福島政雄氏教育学 渡部政盛氏教育学』 モナス、1927年5月 ／ 日本図書センター、1989年11月、ISBN 4820584669
- 戸津吉之助編輯 『梨花回咲（谷本博士還暦紀年会誌）』 戸津吉之助、1927年11月
- 池田進 「谷本富教授の生涯と業績 : 開拓者のひとつの型」（『京都大学教育学部紀要』第4号、1958年3月、NAID 40000743297）、同 「敗北の教育学者（谷本論承前） : ひとつの運命」（同誌第5号、1959年3月、NAID 40000743313）
  - 池田進 「谷本富論」（池田進、本山幸彦編 『大正の教育』 第一法規出版、1978年9月）
- 谷本はつ江 「父、谷本富の想い出」（『近代国語教育論大系 第2巻付録』 光村図書出版、1975年11月）
- 堀松武一 「谷本富 : 外来教育思想に取り組む一つの型」（唐沢富太郎編著 『図説 教育人物事典 : 日本教育史のなかの教育者群像 上巻』 ぎょうせい、1984年4月）
- 稲葉宏雄著 『近代日本の教育学 : 谷本富と小西重直の教育思想』 世界思想社、2004年2月、ISBN 4790710394
- 滝内大三著 『未完の教育学者 : 谷本富の伝記的研究』 晃洋書房〈龍谷叢書〉、2014年3月、ISBN 9784771025097